# D. D. Verni
D.D. Verni (Carlo Verni) es un músico, compositor y productor estadounidense, reconocido por ser uno de los fundadores y bajista de la banda de thrash metal Overkill. Adicionalmente a su trabajo con Overkill, Verni ha grabado cuatro álbumes con su proyecto paralelo titulado The Bronx Casket Co.

## Discografía

### Overkill

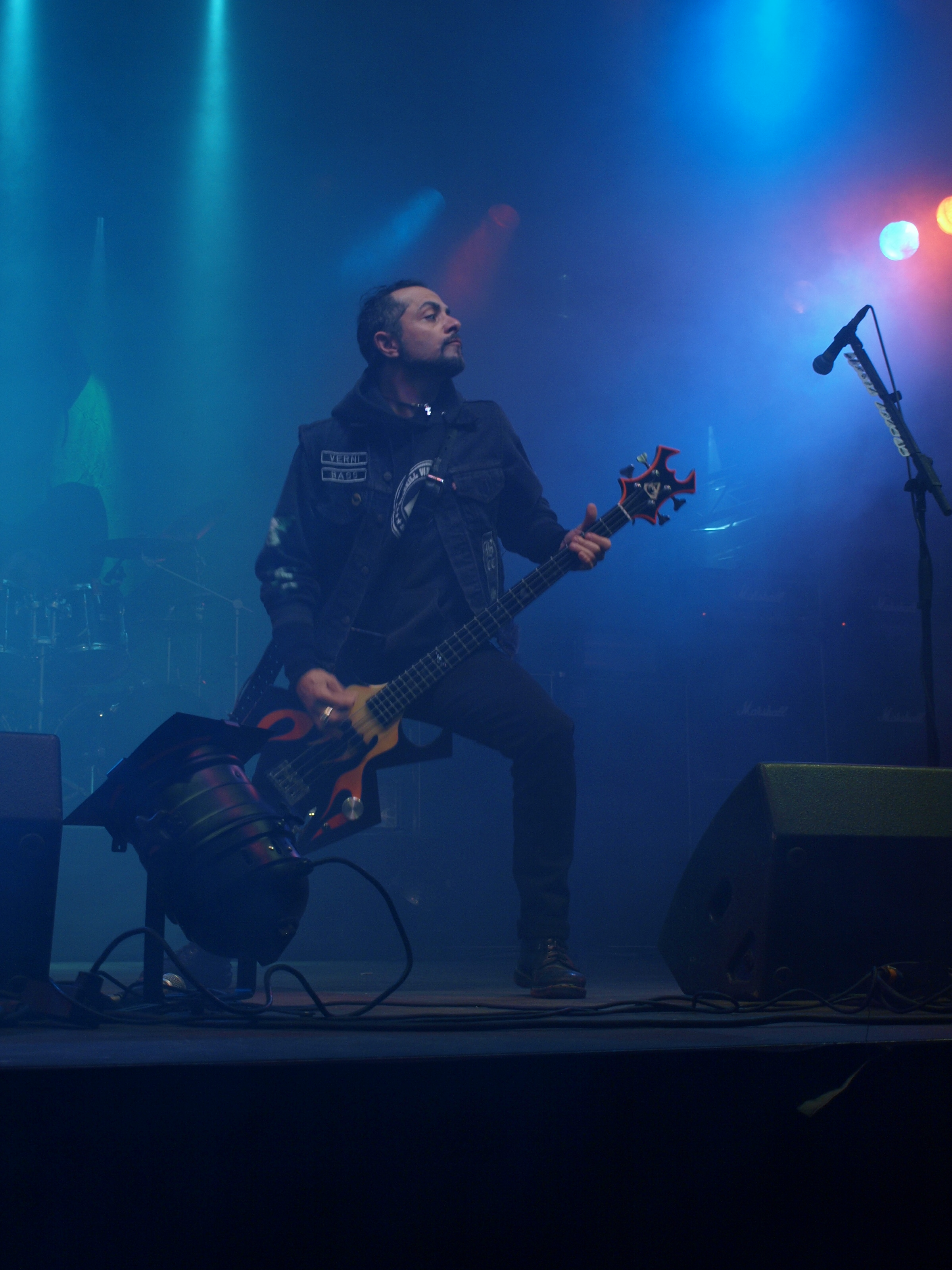
D. D. Verni en el festival Jalometalli en el 2008

| Título                         | Tipo    | Sello                 | Año  |
| ------------------------------ | ------- | --------------------- | ---- |
| Power In Black                 | Demo    | Blood Metal Music     | 1983 |
| Overkill                       | E.P.    | Azra/ Metal Storm     | 1984 |
| Feel the Fire                  | Estudio | Megaforce             | 1985 |
| Taking Over                    | Estudio | Megaforce/ Atlantic   | 1987 |
| !!!Fuck You!!!                 | EP      | Megaforce/ Caroline   | 1987 |
| Under the Influence            | Estudio | Megaforce             | 1988 |
| The Years of Decay             | Estudio | Megaforce/ Atlantic   | 1989 |
| Horrorscope                    | Estudio | Megaforce/ Atlantic   | 1991 |
| I Hear Black                   | Estudio | Atlantic              | 1993 |
| W.F.O.                         | Estudio | Atlantic              | 1994 |
| Wrecking Your Neck Live        | Vivo    | CMC International     | 1995 |
| The Killing Kind               | Estudio | CMC International     | 1996 |
| !!!Fuck You!!! and Then Some   | EP      | Megaforce             | 1996 |
| From the Underground and Below | Estudio | CMC International     | 1997 |
| Necroshine                     | Estudio | CMC International     | 1999 |
| Coverkill                      | Estudio | CMC International     | 1999 |
| Bloodletting                   | Estudio | Metal-Is              | 2000 |
| Wrecking Everything            | Vivo    | Spitfire Records      | 2002 |
| Killbox 13                     | Estudio | Spitfire Records      | 2003 |
| ReliXIV                        | Estudio | Spitfire Records      | 2005 |
| Immortalis                     | Estudio | Bodog Music           | 2007 |
| Ironbound                      | Estudio | Nuclear Blast Records | 2010 |
| The Electric Age               | Estudio | Nuclear Blast Records | 2012 |
| White Devil Armory             | Estudio | Nuclear Blast Records | 2014 |